# الأحد الدامي في ألتونا
التونا الأحد الدامي ( (بالألمانية: Altonaer Blutsonntag)‏ كان الاسم الذي أطلق على مواجهة عنيفة بين كتيبة العاصفة (SA) وشوتزشتافل (SS) والشرطة وأنصار الحزب الشيوعي (KPD) يوم الأحد 17 يوليو 1932 في ألتونا، وهي الآن (في ذلك الوقت) في هامبورغ ولكن بعد ذلك جزء من شليسفيغ هولشتاين، مقاطعة بروسية. خلفت أعمال الشغب 18 قتيلاً.
في أعقاب سياسة استرضاء الحزب النازي، رفعت حكومة فرانز فون بابن في 28 يونيو 1932 حظرا على كتيبة العاصفة وشوتزشتافل الذي كان ساريا منذ أبريل. وأدى ذلك إلى أعمال شغب متكررة وقتال مفتوح في الشوارع بين النازيين والشيوعيين.
عندما استولى الحزب النازي على السلطة في ألمانيا في مايو 1933 ، تمت محاكمة 15 شيوعيًا تم اعتقالهم بتهمة القتل. بالإضافة إلى عقوبة السجن، حُكم بالإعدام على أربعة من المتهمين وقطعت رؤوسهم في 1 أغسطس 1933. في التسعينيات، نقضت جمهورية ألمانيا الاتحادية هذه الإدانات، وأعلنت أن المدانين أبرياء.